# Danny Faure
Danny Faure (Kilembe, 8 de Maio de 1962) é um político seichelense, foi presidente do seu país de 16 de outubro de 2016 a 26 de outubro de 2020.
Antes ele foi vice-presidente das Seicheles de 1 de julho de 2010 até 16 de outubro de 2016, dia em que seu antecessor James Michel renunciou ao governo. Faure é um membro do Partido Popular (PP).
Faure é pós-graduado em ciências políticas da instituição em Cuba. Faure foi Líder do governo na Assembleia Nacional, a partir de 1987 a 1991, em seguida, serviu no gabinete do Ministro da Educação a partir de 1992 a 2006. Ele foi Ministro das Finanças, de 2006 a 2010, na presidência de James Michel.